# Friedrich III. (Brandenburg-Ansbach)
Friedrich III. von Brandenburg-Ansbach (* 1. Mai 1616 in Ansbach; † 6. September 1634 bei Nördlingen gefallen) war Markgraf des fränkischen Fürstentums Ansbach von 1625 bis 1634.

## Leben
Friedrich war der älteste Sohn des Markgrafen Joachim Ernst von Brandenburg-Ansbach und seiner Frau, der Gräfin Sophie von Solms-Laubach. Als er nach dem frühen Tod seines Vaters 1625 die Nachfolge im Markgraftum Brandenburg-Ansbach antrat, war er noch minderjährig. Vormundschaft und Regierungsgeschäfte wurden deshalb zunächst von seiner Mutter geführt. 1634 volljährig geworden, fiel er noch im gleichen Jahr auf schwedischer Seite in der Schlacht bei Nördlingen. Er war unverheiratet und ohne Nachkommen, sein Erbe trat deshalb sein Bruder Albrecht an.